# Macoma
Genre
Synonymes
- sous-genre Macoma (Cymatoica) Dall, 1890[1]
- sous-genre Macoma (Macoma) Leach, 1819[1]
- sous-genre Macoma (Pinguimacoma) Iredale, 1936[1]
- genre Nipponopagia Ogasawara, 1977[1]
- genre Pinguimacoma Iredale, 1936[1]
- sous-genre Tellina (Macoma) Leach, 1819[1]

Macoma est un genre de mollusques bivalves de la famille des Tellinidae. La forme de leurs coquilles est caractéristique et ces espèces s'étendent, en France, de l'estuaire de la Gironde à la Baltique.
Sur l'estran, ils se situent dans les zones abritées de l'infralittoral supérieur où ils s'enfouissent dans le sable fin plus ou moins envasé. Ces espèces supportent la dessalure.

## Liste des espèces
Selon World Register of Marine Species (27 janvier 2023) :
- Macoma balthica (Linnaeus, 1758)
- Macoma brota Dall, 1916
- Macoma calcarea (Gmelin, 1791)
- Macoma carlottensis Whiteaves, 1880
- Macoma cerina C. B. Adams, 1845
- Macoma contabulata (Deshayes, 1855)
- Macoma crassula (Deshayes, 1855)
- Macoma cuneipyga (Scarlato, 1981)
- Macoma elimata Dunnill & Coan, 1968
- Macoma golikovi Scarlato & Kafanov, 1988
- Macoma hemicilla (Iredale, 1936)
- Macoma incongrua (Martens, 1865)
- Macoma inquinata (Deshayes, 1855)
- Macoma lama Bartsch, 1929
- Macoma lipara Dall, 1916
- Macoma loveni (A. S. Jensen, 1905)
- Macoma middendorffi Dall, 1884
- Macoma moesta (Deshayes, 1855)
- Macoma murrayana (A. E. Salisbury, 1934)
- Macoma nasuta (Conrad, 1837)
- Macoma nipponica (Tokunaga, 1906)
- Macoma obliqua (J. Sowerby, 1817)
- Macoma papyracea Rennie, 1930 †
- Macoma petalum (Valenciennes, 1821)
- Macoma scarlatoi Kafanov & Lutaenko, 1997
- Macoma shiashkotanika (Scarlato, 1981)
- Macoma shiratoriensis (Matsubara, 1994)
- Macoma simizuensis L. Krishtofovich, 1954 †
- Macoma tokyoensis Makiyama, 1927
- Macoma torelli (A. S. Jensen, 1905)